# Billings (Ontario)
Billings to gmina (ang. township) w Kanadzie, w prowincji Ontario, w dystrykcie Manitoulin.
Powierzchnia Billings to 208,29 km².
Według danych spisu powszechnego z roku 2001 Billings liczy 551 mieszkańców (2,65 os./km²).

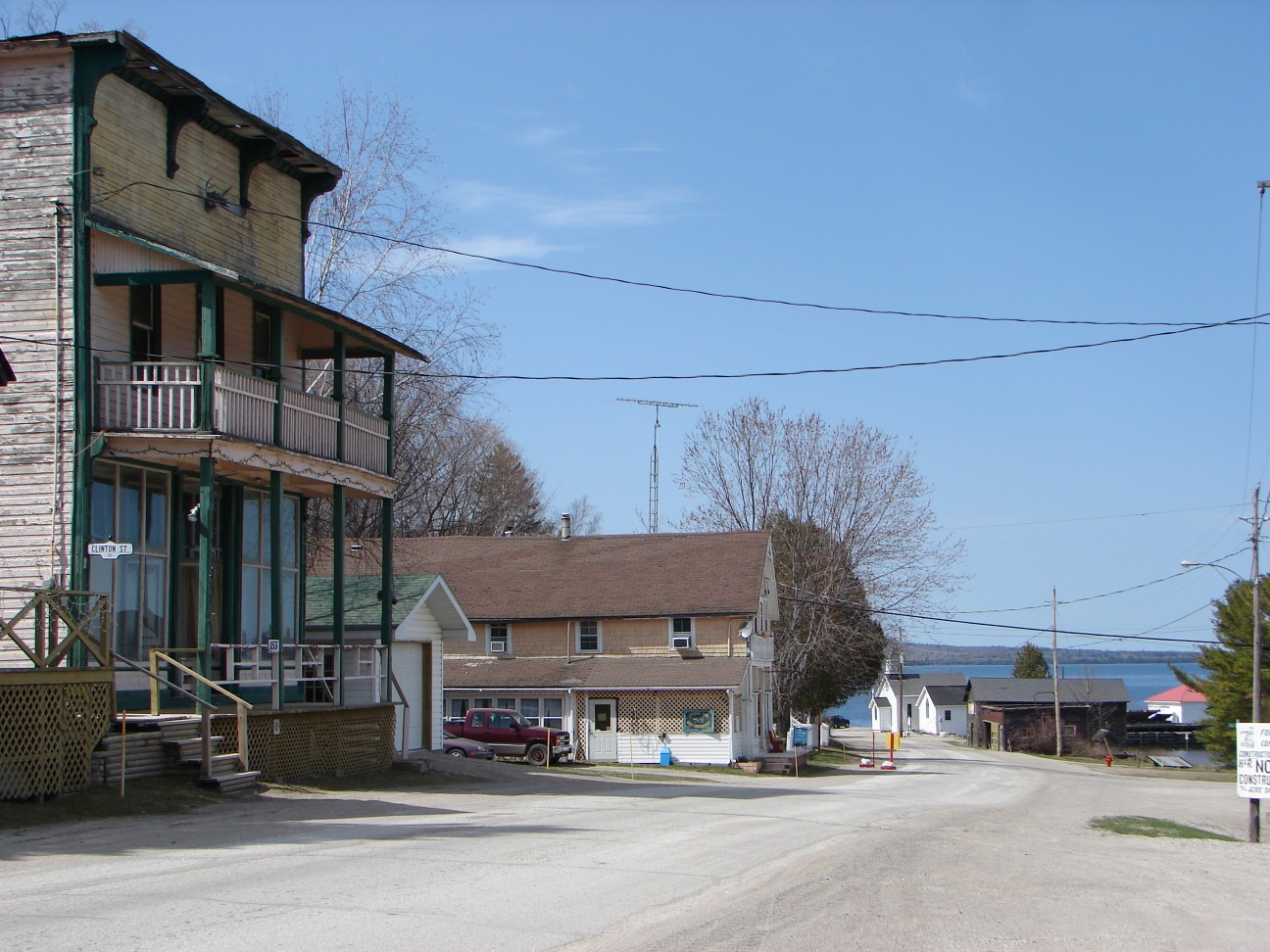
Kagawong